# 朱剑寒
朱剑寒（1906年—1978年），曾用名朱翠英，女，江苏江阴人，中国物理化学家、化学教育家，曾任南开大学教授，第三届全国人大代表。